# Cartucho (jogos eletrônicos)

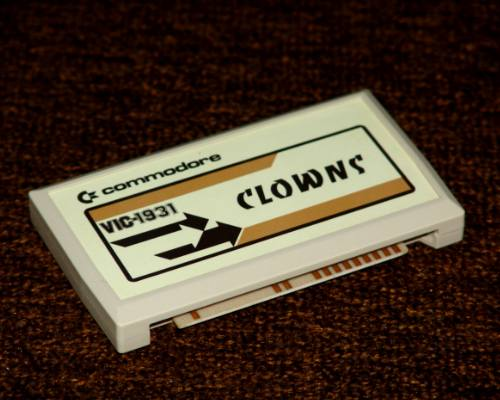
Cartucho do Commodore VIC-20.

Cartucho (Também conhecido como "fita", ou ainda, conhecido pelo termo "cassete" no Brasil, Portugal e Japão) é um dispositivo de armazenamento utilizado principalmente para guardar os dados referentes a um videogame ou rodar um jogo em um console de videogame ou salvar os dados do jogo(como imagens, sons, vídeos, etc.). Estas informações são lidas pela console, que contém o processador que executa o software do jogo.
Este tipo de mídia foi utilizados em todos os consoles de videogames até o Nintendo 64, quando, a partir de então, passaram a ser substituídos por CD-ROMs, DVDs e Blu-rays, pelos cartuchos pelo fato de terem mais espaço para armazenamento e melhores condições gráficas e auditivas, com exceção dos consoles portáteis, que apesar do maior custo de produção, os cartuchos oferecem uma maior autonomia ao console, consumindo menos energia. Porém, depois de mais de uma década do "fim da era dos cartuchos nos videogames", as empresas produtoras de videogame começaram a novamente olhar com bons olhos este tipo de mídia, já que, conforme os jogos vão ficando mais pesados, ficam evidentes as restrições das velocidades oferecidas pela mídia óptica. Restrições essas que são muito menores com o atual estado da memória flash, presente em pendrives, cartões de memória (SD e microSD) e em SSDs, que são facilmente colocados dentro de um cartucho. Os cartuchos são pequenos e oferecem excelentes velocidades de leitura, tornando-os uma opção atraente para a distribuição de jogos.

## Funcionalidade

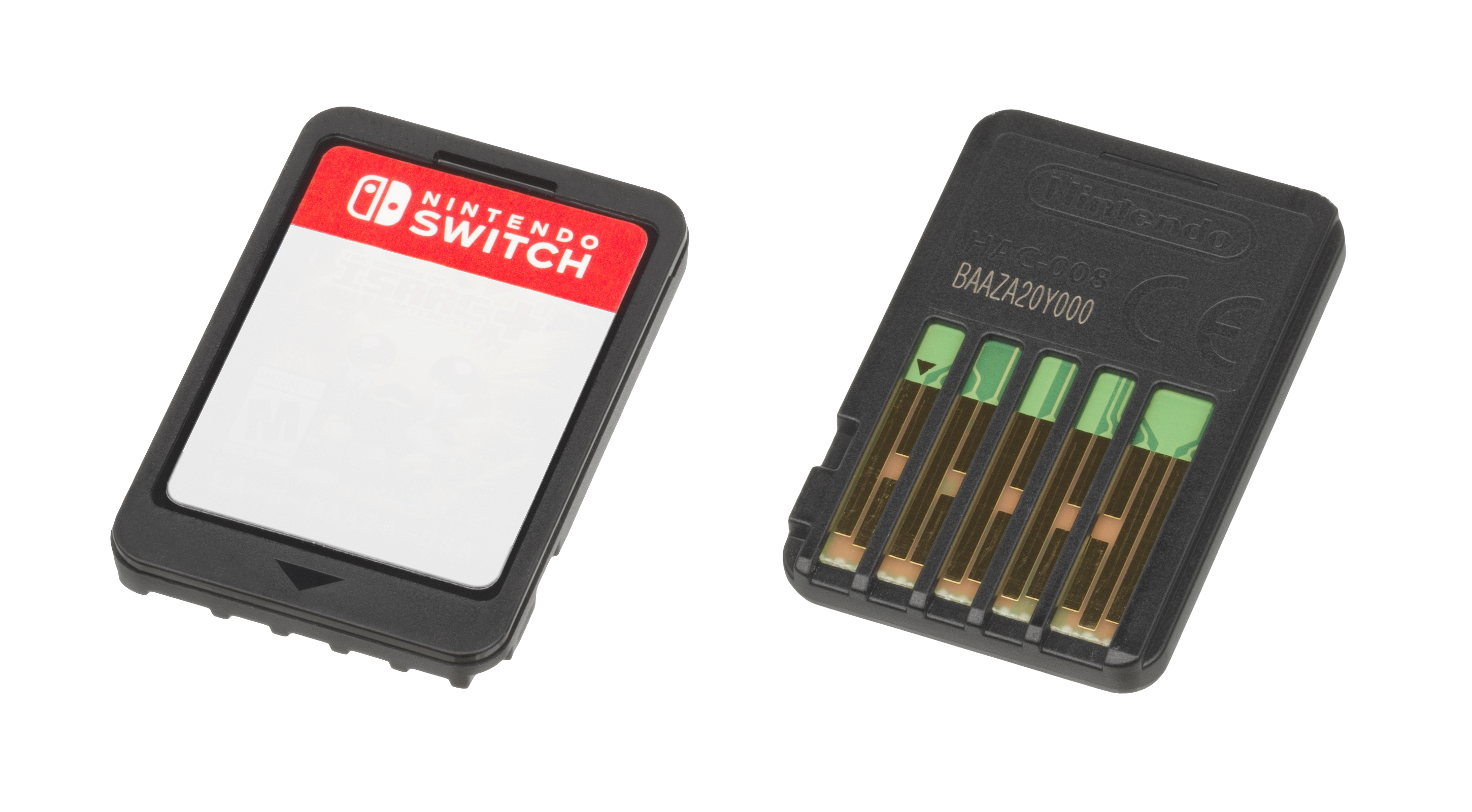
Cartucho do Nintendo Switch

Ao contrário dos dispositivos a laser, tais como CDs e DVDs, a velocidade de acesso aos cartuchos é extremamente alta. Um exemplo é o antigo Game Boy Color que tinha acesso direto a memória do cartucho não necessitando de carregar na memória RAM. Sua capacidade de armazenamento, entretanto, é bastante reduzida. Até hoje, o maior jogo lançado em um cartucho para o Nintendo 3DS ocupou 1,7GB e um cartucho para o mesmo armazena no máximo 2GB, enquanto as mídias digitais estão disponíveis em tamanhos que vão de 700 MB (CD), 1 GB (GD), 4 GB (DVD), 9 GB (DVD Dual Layer) e até 50 GB (BD) ou 100 GB (VMD). Inclusive, pesquisadores japoneses criaram um DVD de 25TB com o simples acréscimo de uma camada metálica, ainda por cima tem os cartões de memória flash SD ou CF de até 256 GB.

## Segurança

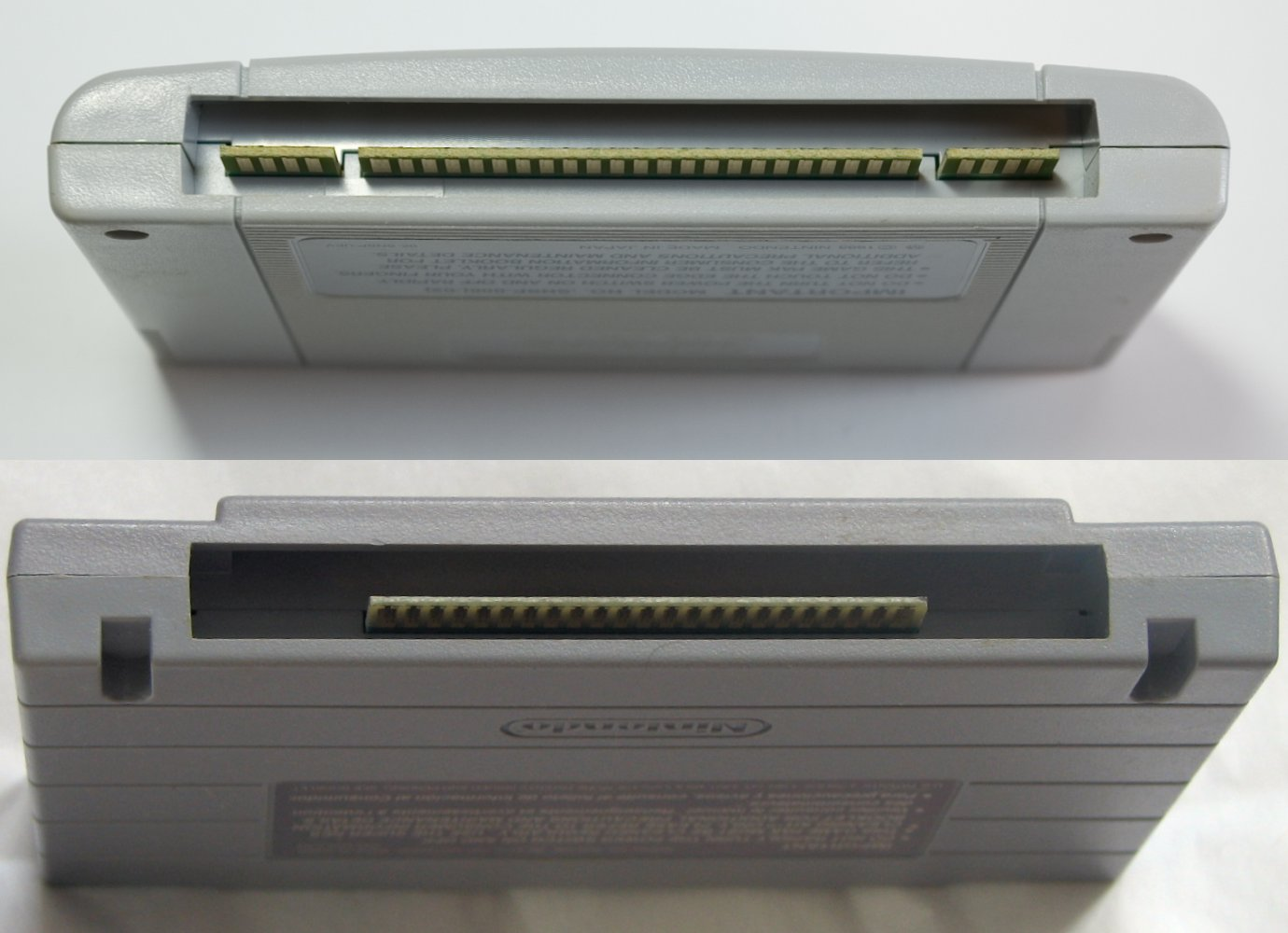
Uma comparação do cartucho do Super Famicom (japonês) acima e do Super Nintendo (americano) abaixo. Nota: O exemplo utilizado para o modelo japonês não deve ser levado em consideração os dois chips extras a cada lado do chip principal, pois se trata de um jogo que utiliza chips especiais, enquanto o modelo americano é (possivelmente) um jogo sem chips especiais.

Por serem difíceis de piratear, a Nintendo apostou em cartuchos para consoles até o Nintendo 64 (o seu sucessor, o GameCube utiliza uma espécie de miniDVD, chamado Nintendo Optical Disc, igualmente difícil de copiar) e ainda usa nos seus portáteis, o Game Boy Advance e o DS. Os cartuchos são compostos basicamente da sua cobertura de plástico e a placa interna contendo seus chips de memória. Seu formato e tamanho, são variáveis ao tipo de console que servem. Por exemplo, um cartucho para o console Mega Drive possui características físicas e lógicas diversas em relação a um cartucho do console Atari.

Atualmente, os cartuchos de Nintendo DS são muito mais finos do que os cartuchos de antigamente por não possuírem mais estes chips, e sim, memória flash, se comparado aos cartuchos do Neo Geo que tinham largura de 20 cm, contra 3 cm do DS, é uma verdadeira evolução. Na história dos videogames, sabe-se que a única fabricante que tentou produzir um cartucho com capacidade de acoplar-se a outro foi a Sega, em 1994, quando desenvolveu para o Mega Drive o cartucho Sonic & Knuckles, que contava com uma abertura com tampa na parte superior que permitia conectar outro cartucho sobre este, tecnologia conhecida na época como Lock-On. O Lock-On permitia que Sonic & Knuckles se acoplasse aos jogos como o primeiro Sonic, Sonic the Hedgehog 2 e Sonic the Hedgehog 3, causando alterações funcionais nos mesmos (assim como outros jogos do Mega Drive). Esta tecnologia ainda é utilizada no Nintendo DS, com uma pequena diferença por ter dois slots de cartuchos.

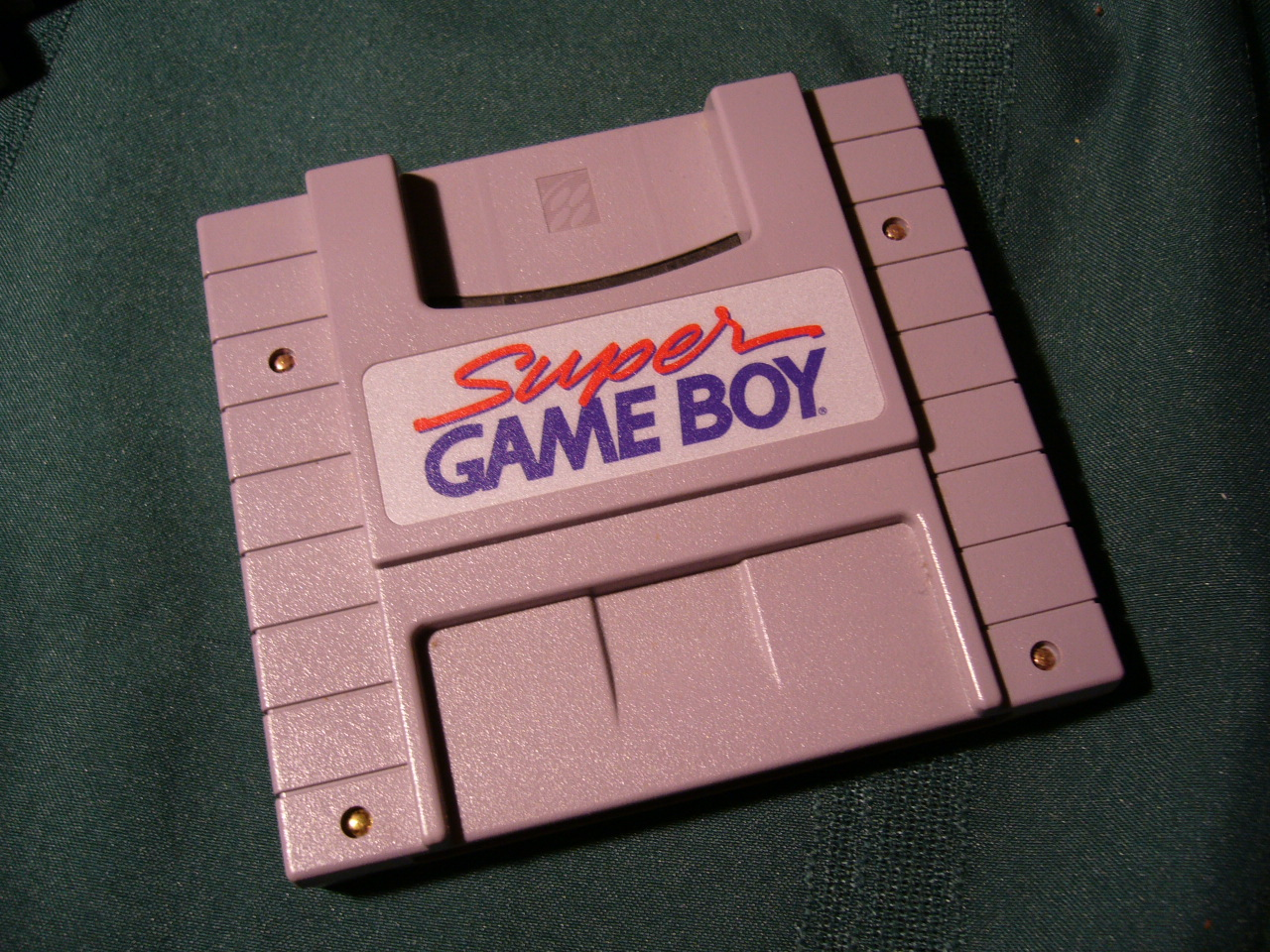
O Super Game Boy permitia que os jogos do Game Boy rodassem no Super Nintendo.

## Utilidades em outros aparelhos
Coloca-se um cartucho de Game Boy Advance, exemplo: Sonic Advance, e outro de DS, Sonic Rush, geralmente libera-se algo no jogo de DS. O Super Nintendo também possuía um adaptador: o Super Game Boy, que servia para jogar os jogos do portátil no console doméstico da Nintendo, assim como o Game Gear com o adaptador para Master System. Outro cartucho interessante é o do Atari Jaguar, que era um CD player para rodar jogos em CD.
O Sega 32X era um acessório que entrava na entrada de cartuchos do Mega Drive e o transformava num console de 32 bits.

## Complementos
Outra coisa interessante nos cartuchos é a possibilidade de colocar peças "faltantes" do console no cartucho. Star Fox, do Super Nintendo, contém processadores para polígonos que o console não tem. Essa é uma opção bastante interessante, pois se o videogame torna-se obsoleto facilmente, coloca-se outro processador no cartucho. Wario, do Game Boy Advance, possui sensor de movimento, assim como vários outros jogos. Até a televisão é possível de se usar em videogames portáteis, graças a cartuchos como Game Gear TV Tuner, Nintendo DS TV Tuner e GBA TV Tuner. Não podemos esquecer de câmeras digitais, como o Game Boy Camera, cartucho com câmera do Game Boy.

## Save de progresso nos jogos

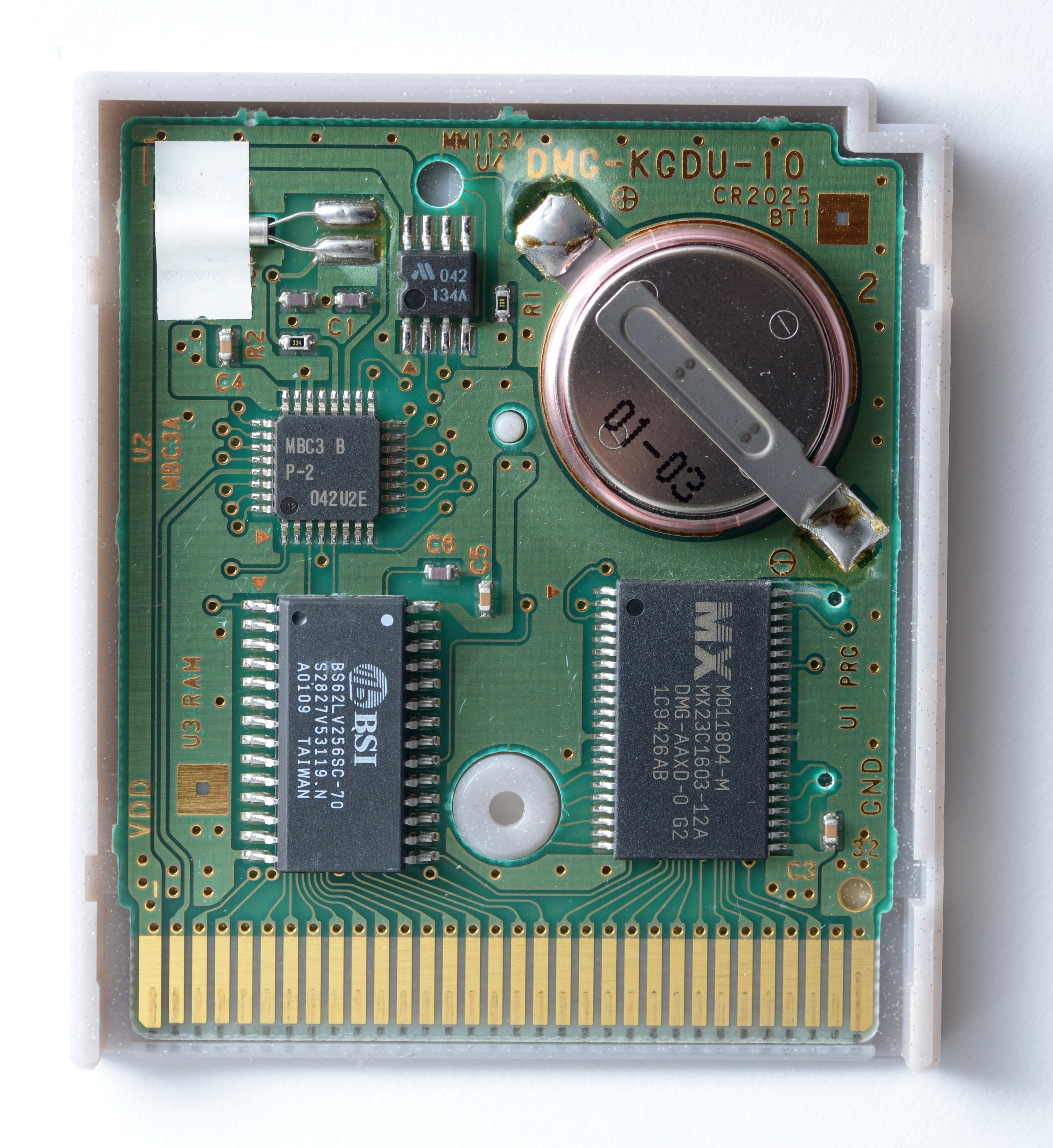
Bateria em um cartucho de Game Boy Color para salvar o progresso de jogos.

Antes da introdução dos memory cards, o progresso de cada jogador ficava guardado dentro do próprio cartucho. Os cartuchos eram compostos duma bateria simples, como as de relógio, que mantinham os dados até 15 anos, desde que não ficasse muito tempo descargada. Caso se esgotasse por causas naturais ou por procedência duvidosa do cartucho, seria preciso abri-los e trocar essas baterias para que voltassem a funcionar.

## Assoprar o cartucho
Uma coisa que sempre se fazia quando se punha o cartucho no console e o game não funcionava, era tirá-lo e assoprá-lo, presumindo-se que se pudesse ser poeira nos contatos. Por incrível que pareça, essa gambiarra quase sempre dava certo. Estudos mais recentes afirmam que tratava-se apenas de um efeito placebo e que bastaria tentar conectar o cartucho repetidas vezes para que funcionasse, assoprando ou não.